# Compagnie du Chemin de fer de Liège à Maestricht et ses extensions
De Compagnie du Chemin de fer de Liège à Maestricht et ses extensions (L.M.) legde de spoorlijn 40 Luik - Maastricht tussen 1856 en 1861 en baatte deze uit tot 1899. Een eerste toestemming voor de aanleg van de lijn werd in België en in Nederland in 1856 gegeven. De lijn moest worden aangelegd tussen station Luik-Longdoz waar aangesloten werd op de spoorlijn uit Namen en station Maastricht waar aangesloten werd op de spoorlijn Aken - Maastricht. Op 10 november 1861 werd de spoorlijn geopend. De reguliere exploitatie startte op 24 november van dat jaar.